# Trouble de la personnalité antisociale
« Antisocial » redirige ici.  Pour la chanson, voir Antisocial (chanson).
Ne doit pas être confondu avec Comportement antisocial, Trouble de la personnalité évitante, Trouble de la personnalité schizoïde ou Trouble dissociatif de l'identité.
 Mise en garde médicale
Le trouble de la personnalité antisociale (en abrégé : TPA ou TPAS) est un trouble de la personnalité, caractérisé par un schéma persistant de comportement et d'attitudes qui viole les droits des autres,. Les personnes atteintes de ce trouble peuvent manifester de l'irrespect envers les normes sociales, être manipulatrices, impulsives et souvent incapables de se conformer aux règles. Elles peuvent aussi éprouver peu de remords, pour leurs actions, ce qui peut conduire à des comportements criminels, ou destructeurs.
Les symptômes incluent : manque d'empathie, pour les autres, comportement impulsif et irresponsable, manipulation et la tromperie, « comportement défi » (parfois associé au TDAH, au TSA[Lequel ?] et/ou à une déficience intellectuelle) qui peuvent rendre les soins difficiles et tendance à violer les droits des autres sans se soucier des conséquences.
Ce trouble est souvent diagnostiqué chez les adultes, mais certains signes peuvent se manifester dans l'enfance ou l'adolescence. Il est essentiel de consulter un professionnel de santé mentale pour un diagnostic et une prise en charge appropriée. Selon Robert Hare, la différence entre psychopathie et sociopathie peut s'expliquer par l'origine du trouble. La sociopathie s'explique par l'environnement social alors que la psychopathie s'explique par un mélange de facteurs psychologiques, biologiques, génétiques et environnementaux. Selon David Lykken, les psychopathes naissent avec des caractéristiques psychologiques particulières comme l'impulsivité ou l'absence de peur, qui les conduisent à chercher le risque et les rendent incapables d'intégrer les normes sociales. Par opposition, les sociopathes ont un tempérament plus réglé ; leur trouble de la personnalité tient davantage à un environnement social défavorable (parents absents, proches délinquants, pauvreté, intelligence extrêmement faible ou au contraire très développée).

## Description
La sociopathie est considérée comme un trouble de la personnalité dont le critère principal d'identification est la capacité limitée, pour les personnes montrant les symptômes du trouble, à ressentir les émotions humaines, aussi bien à l'égard d'autrui qu'à leur propre égard. C'est ce qui peut dans certains cas expliquer leur manque d'empathie lorsqu'ils sont confrontés à la souffrance des autres, traduisant une incapacité à ressentir l'émotion associée. Ce qui n'est pas systématique puisque, tout comme pour les psychopathies, il existe d'autres formes de sociopathies plus empathiques : l'individu comprend l'émotion mais n'agit pas au regard de normes (qu'il ne valide pas). Les individus atteints de trouble de la personnalité antisociale ont souvent des problèmes avec les figures d'autorité.
D'autres approches, notamment en éthologie appliquée à l'espèce humaine, introduisent des distinctions fondées sur le but recherché par le ou la sociopathe. Certains chercheurs (dont Konrad Lorenz, ainsi que beaucoup de comportementalistes américains) estiment que les personnes adoptant des comportements de prédation et/ou de violence ne le font pas forcément par manque d'émotion ou d'empathie (les séducteurs et les manipulateurs n'en manquent pas), mais par choix narcissique, en vertu du principe du plus grand plaisir et/ou de la plus grande facilité ou rentabilité. D'autres spécialistes de l'éthologie humaine, toutefois, tels Boris Cyrulnik, nuancent ces points de vue[réf. nécessaire].
Un comportement de recherche du risque et d'usage de drogues peut aussi être un moyen d'échapper à un vide émotionnel intérieur. La rage dont font preuve certains sociopathes, de même que l'anxiété associée à certaines formes de trouble de personnalité antisociale, peuvent être vues comme la limite de la capacité à ressentir des émotions. Le diagnostic du trouble de la personnalité antisociale est plus courant chez les hommes que chez les femmes même si on dénombre plusieurs cas chez les femmes depuis quelques années.
La recherche sur le sujet a montré que les individus ayant un réel trouble de la personnalité antisociale sont indifférents à la possibilité de leur propre douleur physique ou d'une quelconque peine, et ne montrent aucun signe de crainte lorsqu'ils sont menacés de souffrance[réf. souhaitée].

## Diagnostic

### DSM-5
En 2013, la cinquième version du Manuel diagnostique et statistique des troubles mentaux (DSM-5) fait une révision des critères du trouble. Là où la version précédente présentait un âge minimum diagnostique de 15 ans, cette version l'élève à 18 ans. De plus, elle inclut un trouble bipolaire dans les comportements antisociaux exclusifs, alors que la version plus ancienne mentionne la schizophrénie ou un épisode maniaque spécifiquement.
Les critères du DSM-5 sont donc les suivants :
A. Mode général de mépris et de transgression des droits d’autrui qui survient depuis l’âge de 15 ans, comme en témoignent au moins trois des manifestations suivantes :
1. Incapacité de se conformer aux normes sociales qui déterminent les comportements légaux, comme l’indique la répétition de comportements passibles d’arrestation.
2. Tendance à tromper pour un profit personnel ou par plaisir, indiquée par des mensonges répétés, l’utilisation de pseudonymes ou des escroqueries.
3. Impulsivité ou incapacité à planifier à l’avance.
4. Irritabilité et agressivité, comme en témoigne la répétition de bagarres ou d’agressions.
5. Mépris inconsidéré pour sa sécurité ou celle d’autrui.
6. Irresponsabilité persistante, indiquée par l’incapacité répétée d’assumer un emploi stable ou d’honorer des obligations financières.
7. Absence de remords, indiquée par le fait d’être indifférent ou de se justifier après avoir blessé, maltraité ou volé autrui.

B. Âge au moins égal à 18 ans.
C. Manifestations d’un trouble des conduites débutant avant l’âge de 15 ans.
D. Les comportements antisociaux ne surviennent pas exclusivement pendant l’évolution d’une schizophrénie ou d’un trouble bipolaire.

### CIM-10
Le chapitre V de la Classification internationale des maladies (CIM-10) offre un ensemble de critères pour diagnostiquer le trouble de la personnalité dyssociale,. Le trouble de la personnalité dyssociale (F60.2), habituellement remarqué à cause d'une disparité flagrante entre le comportement et les normes sociales usuelles, est caractérisé par :
- Dédain froid envers les sentiments des autres,
- Attitude flagrante et permanente d'irresponsabilité et d'irrespect des règles, normes sociales et engagements pris,
- Incapacité à maintenir des relations durables, bien que n'ayant aucune difficulté à les établir,
- Tolérance très faible à la frustration et seuil faible à la décharge de l'agressivité, y compris par la violence,
- Incapacité à ressentir la culpabilité ou à profiter de l'expérience, en particulier des punitions,
- Tendance marquée à rejeter la faute sur les autres, ou à rationaliser des excuses plausibles, pour des comportements amenant le sujet en conflit avec la société.

Il peut aussi y avoir une irritabilité permanente associée. Un trouble comportemental pendant l'enfance et l'adolescence, quoique parfois absent, peut renforcer le diagnostic.

## Diagnostic différentiel
Plusieurs conditions coexistent communément avec le trouble de la personnalité antisociale. Elles incluent :
- les troubles anxieux ;
- les états dépressifs ;
- les troubles du contrôle des impulsions ;
- les troubles liés à une substance ;
- les troubles de somatisation ;
- les troubles de la personnalité borderline ;
- les troubles de la personnalité histrionique ;
- les troubles narcissiques ;
- le trouble de la personnalité sadique[21].

Lorsqu'elles sont combinées à l'alcoolisme, les individus peuvent montrer, lors de tests neurologiques, des déficits fonctionnels frontaux plus grands que ceux associés à chaque condition.

## Causes
La cause du trouble n'est pas connue, mais des facteurs biologiques et génétiques pourraient être en cause,. Robbins (1996) a découvert une incidence plus élevée des caractéristiques sociopathes et de l'alcoolisme chez les pères d'individus atteints du trouble de la personnalité antisociale. Il a aussi découvert que, dans une même famille, les hommes avaient une incidence plus élevée, tandis que les femmes, en revanche, montraient une incidence plus élevée du trouble de somatisation. Bowlby (1944) a observé une relation entre le trouble de la personnalité antisociale et la distanciation maternelle pendant les cinq premières années de la vie. Les Glueck (1968) ont observé que les mères d'enfants développant le trouble montraient généralement une absence de discipline cohérente et d'affection, et une tendance anormale à l'alcoolisme et à l'impulsivité. Ces facteurs contribuent tous à l'échec de la création et du maintien d'une relation familiale stable établissant une structure et des limites au comportement.

### Génétiques
Les études sur les adoptions confirment le rôle des facteurs génétiques comme environnementaux dans le développement du trouble. Les études sur les jumeaux indiquent aussi une part d'héritabilité du comportement antisocial et ont montré que les facteurs génétiques sont plus importants chez les adultes que chez les enfants ou les adolescents antisociaux, pour lesquels les facteurs environnementaux sont prédominants,.
Un gène qui a montré un potentiel particulier dans sa corrélation avec le trouble de la personnalité antisociale est celui qui code pour la monoamine oxydase A (MAO-A), une enzyme qui décompose les neurotransmetteurs monoamines tels que la sérotonine et la noradrénaline. Diverses études examinant la relation entre ce gène et le comportement ont suggéré que certaines variantes du gène, qui entraînent une production réduite de MAO-A (comme les allèles 2R et 3R de la région promotrice), sont associées à un comportement agressif chez les hommes,.
Cette association est également influencée par les expériences négatives vécues tôt dans la vie. Les enfants possédant une variante à faible activité (MAOA-L) qui ont vécu des circonstances négatives sont plus susceptibles de développer un comportement antisocial que ceux avec la variante à haute activité (MAOA-H),. Même en éliminant les interactions environnementales (par exemple, les abus émotionnels), une petite association entre MAOA-L et les comportements agressifs et antisociaux persiste.
Le gène qui code le transporteur de la sérotonine (SLC6A4), élément génétique largement étudié pour ses associations avec d'autres troubles mentaux, est un autre gène d'intérêt dans le comportement antisocial et les traits de personnalité. Les études d'association génétique ont suggéré que l'allèle court "S" est associé à un comportement antisocial impulsif et au TPAS dans la population carcérale.

## Signes précurseurs potentiels
Bien que le trouble ne puisse être diagnostiqué formellement avant l'âge adulte, il existe trois signes précurseurs du trouble, connus sous le nom de triade Macdonald, qui peuvent être détectés chez certains enfants. Ces signes sont des périodes inhabituellement longues d'énurésie, la cruauté envers les animaux, et la pyromanie. Il est impossible de savoir quelle proportion d'enfants montrant ces signes développent plus tard le trouble de la personnalité antisociale, mais ces signes sont souvent trouvés dans le passé des adultes diagnostiqués.
La valeur prédictive de ces signes ne peut pas être établie sans évaluation du nombre d'enfants qui ne développent pas le trouble. Ces signes sont actuellement inclus dans le DSM-IV sous la rubrique du trouble comportemental. Un enfant qui montre les signes précurseurs du trouble de la personnalité antisociale peut être diagnostiqué comme ayant un trouble comportemental ou un trouble de défiance oppositionnel. Cependant, tous ces enfants ne développent pas le trouble[réf. nécessaire].

## Épidémiologie
Le trouble de la personnalité antisociale est diagnostiqué chez 3 à 30 % des patients en psychiatrie,. Une enquête nationale utilisant les critères du DSM-III-R a montré que 5,8 % des hommes et 1,2 % des femmes risquaient de développer le trouble à n'importe quel moment de leur vie. Dans les établissements pénitentiaires, le pourcentage est estimé à un maximum de 75 %. Les estimations de fréquence calculées d'après les critères de diagnostic clinique donnent des résultats variant entre 3 et 30 % suivant les caractères prédominants des populations étudiées, comme les populations carcérales (qui incluent des criminels violents). De même, la fréquence du trouble est plus élevée chez les sujets suivant un traitement de sevrage de l'alcool ou d'autres drogues que dans le reste de la population, ce qui suggère un lien entre la dépendance et le trouble.

## Traitements
Des recherches concernant la personnalité antisociale ont été effectuées et indiquent des résultats positifs par l'intermédiaire de thérapies. Certaines études suggèrent que ce trouble n'interfère pas significativement avec le traitement concernant des troubles mentaux autres que la personnalité antisociale comme l'abus de substances, bien que d'autres travaux montrent le contraire. La schémathérapie est conseillée pour traiter le trouble de la personnalité antisociale.